# Federico II di Saluzzo
Federico II di Saluzzo (1332 – 1396) è stato marchese di Saluzzo.

## Biografia
Federico ereditò un marchesato assai indebolito dalla recente guerra civile e dai rapporti non certamente positivi con i Savoia. Attorniato dai nemici in Piemonte, Federico II trovò naturale conseguenza il cercare protezione nella corte di Francia.
Nell'aprile 1375 Federico II giurò fedeltà al delfino di Francia, sottomettendogli l'intero marchesato. Nei quarant'anni successivi i Saluzzo, minacciati dai Savoia, ricorsero spesso all'aiuto dei francesi, chiamandoli ad intervenire nelle beghe subalpine. Nel 1376, ad esempio, Federico si reca a Parigi e ottiene dal re Carlo V di Francia che la lite tra i Saluzzo e i Savoia fosse discussa davanti al parlamento parigino. Va comunque detto che le ostilità tra i due contendenti non cessarono, tanto che nel 1394 il giovane principe Tommaso venne catturato dai sabaudi, che lo tennero in prigionia per quasi due anni.
Fu comunque questo il primo passo di quel processo che porterà, nel XVI secolo, alla scomparsa del marchesato di Saluzzo, inglobato nello stato francese.

## Matrimonio e discendenza
Federico sposò Beatrice di Ginevra (1335-1392), figlia di Ugo di Ginevra, signore di Anthon, di Varey e di Gex, e di Isabella d'Anthon (1307-1335), dalla quale ebbe 12 figli, tra i quali:
- Tommaso III (1356-1416) marchese di Saluzzo, suo successore, che sposò Margherita di Pierrepont[1][3];
- Amedeo di Saluzzo (1357-1419) secondogenito, diacono e poi pseudocardinale nominato dall'antipapa Clemente VII[2][3];
- Ugo di Saluzzo (†1407), che sposò nel 1391 Margherita di Baux (o del Balzo) († 1420)[1][3];
- Bernardo († 1434), signore di Anton e Varey dal 1419[3];
- Roberto, domenicano[3];
- Pietro († 1412), canonico di Lyon e vescovo di Mende;
- Giacomo, domenicano[3];
- Polia o Paula, che sposò in prime nozze Francesco II del Carretto († 1385/86), signore di Millesimo, ed in seconde (1388) Framonte de Cars[3];
- Violante, che sposò nel 1389 Antonio de Porri, conte di Pollenzo, Pocapaglia, San Vittore e Braida, marchese di Val Brebbia[3];
- Constanza, che sposò in prime nozze il signore di Soult ed in seconde nozze Jean II de Blois, conte di Sancerre (1334 - 1402/03)[3].

Federico ebbe inoltre tre figlie illegittime, che fece legittimare:
- Giovanna, suora a Revello;
- Franceschina;
- Margherita.

## Ascendenza
|                              |                   |                        | Genitori                     |  |  | Nonni |  |  | Bisnonni               |  |  | Trisnonni            |  |
|                              |                   |                        |                              |  |  |       |  |  | Manfredo IV di Saluzzo |  |  | Tommaso I di Saluzzo |  |
|                              |                   |                        |                              |  |  |       |  |  | Manfredo IV di Saluzzo |  |  | Tommaso I di Saluzzo |  |
|                              |                   | Luisa di Ceva          |                              |  |  |       |  |  | Manfredo IV di Saluzzo |  |  |                      |  |
| Federico I di Saluzzo        |                   |                        |                              |  |  |       |  |  | Manfredo IV di Saluzzo |  |  |                      |  |
|                              |                   | Beatrice di Sicilia    | Manfredi di Sicilia          |  |  |       |  |  |                        |  |  |                      |  |
|                              |                   | Beatrice di Sicilia    | Manfredi di Sicilia          |  |  |       |  |  |                        |  |  |                      |  |
|                              |                   | Beatrice di Sicilia    | Elena Ducas                  |  |  |       |  |  |                        |  |  |                      |  |
| Tommaso II di Saluzzo        |                   | Beatrice di Sicilia    |                              |  |  |       |  |  |                        |  |  |                      |  |
|                              |                   | Umberto I del Viennois | Alberto IV de la Tour du Pin |  |  |       |  |  |                        |  |  |                      |  |
|                              |                   | Umberto I del Viennois | Alberto IV de la Tour du Pin |  |  |       |  |  |                        |  |  |                      |  |
|                              |                   | Umberto I del Viennois | Beatrice di Coligny          |  |  |       |  |  |                        |  |  |                      |  |
| Margherita de La Tour du Pin |                   | Umberto I del Viennois |                              |  |  |       |  |  |                        |  |  |                      |  |
|                              |                   | Anna di Borgogna       | Ghigo VII del Viennois       |  |  |       |  |  |                        |  |  |                      |  |
|                              |                   | Anna di Borgogna       | Ghigo VII del Viennois       |  |  |       |  |  |                        |  |  |                      |  |
|                              |                   | Anna di Borgogna       | Beatrice di Savoia           |  |  |       |  |  |                        |  |  |                      |  |
| Federico II di Saluzzo       |                   | Anna di Borgogna       |                              |  |  |       |  |  |                        |  |  |                      |  |
|                              | Matteo I Visconti | Teobaldo Visconti      |                              |  |  |       |  |  |                        |  |  |                      |  |
|                              | Matteo I Visconti | Teobaldo Visconti      |                              |  |  |       |  |  |                        |  |  |                      |  |
|                              | Matteo I Visconti | Anastasia Pirovano     |                              |  |  |       |  |  |                        |  |  |                      |  |
| Galeazzo I Visconti          | Matteo I Visconti |                        |                              |  |  |       |  |  |                        |  |  |                      |  |
|                              |                   | Bonacossa Borri        | Squarcino Borri              |  |  |       |  |  |                        |  |  |                      |  |
|                              |                   | Bonacossa Borri        | Squarcino Borri              |  |  |       |  |  |                        |  |  |                      |  |
|                              |                   | Bonacossa Borri        | Antonia                      |  |  |       |  |  |                        |  |  |                      |  |
| Ricciarda Visconti           |                   | Bonacossa Borri        |                              |  |  |       |  |  |                        |  |  |                      |  |
|                              |                   | Obizzo II d'Este       | Rinaldo I d'Este             |  |  |       |  |  |                        |  |  |                      |  |
|                              |                   | Obizzo II d'Este       | Rinaldo I d'Este             |  |  |       |  |  |                        |  |  |                      |  |
|                              |                   | Obizzo II d'Este       | …                            |  |  |       |  |  |                        |  |  |                      |  |
| Beatrice d'Este              |                   | Obizzo II d'Este       |                              |  |  |       |  |  |                        |  |  |                      |  |
|                              |                   | Jacopina Fieschi       | …                            |  |  |       |  |  |                        |  |  |                      |  |
|                              |                   | Jacopina Fieschi       | …                            |  |  |       |  |  |                        |  |  |                      |  |
|                              |                   | Jacopina Fieschi       | …                            |  |  |       |  |  |                        |  |  |                      |  |
|                              |                   | Jacopina Fieschi       |                              |  |  |       |  |  |                        |  |  |                      |  |